# Stohastika
Stohastika (od Lua greška in package.lua at line 80: module 'Module:ISO 639 name/ISO 639-3 (dep)' not found.  στόχος (stókhos), sa značenjem „usmeriti, pogađati”) odnosi se na svojstvo koje je dobro opisano nasumičnom raspodelom verovatnoće. Iako se stohastičnost i radomnost razlikuju po tome što se prvo odnosi na pristup modelovanju, a drugo na same pojave, ova dva termina se često koriste kao sinonimi. Štaviše, u teoriji verovatnoće, formalni koncept stohastičkog procesa se takođe naziva slučajnim procesom.
Stohastičnost se koristi u mnogim različitim oblastima, uključujući prirodne nauke kao što su biologija, hemija, ekologija, neuronauka, i fizika, kao i tehnološka i inženjerska polja kao što je obrada slika, obrada signala, teorija informacija, računarstvo, kriptografija, i telekomunikacije. Takođe se koristi u finansijama, zbog naizgled randomnih promena na finansijskim tržištima, kao i u medicini, lingvistici, muzici, medijima, teoriji boja, botanici, proizvodnji i geomorfologiji.

## Literatura
- Formalized Music: Thought and Mathematics in Composition. ISBN 1-57647-079-2. by Iannis Xenakis,
- by Joan Bybee and Paul Hopper (ур.). Frequency and the Emergence of Linguistic Structure. ISBN 1-58811-028-1.,/. ISBN 90-272-2948-1. Недостаје или је празан параметар |title= (помоћ) (Eur.)
- The Stochastic Empirical Loading and Dilution Model provides documentation and computer code for modeling stochastic processes in Visual Basic for Applications.

## Spoljašnje veze
- Речничка дефиниција за stochastic на Викиречнику